# مقاطعة دشتي
مقاطعة دشتي (بالفارسية: شهرستان دشتی). مركز المقاطعة هو مدينة خورموج. يبلغ عدد سكان المقاطعة حوالي 69,350 نسمة، ويتكلمون بلهجة خاصة بهم تعرف باسم اللهجة الدشتية، وينحدر منها عائلات عدة في الكويت يلقبون باسمها.